# Arrondissement di Lannion
L'arrondissement di Lannion è un arrondissement dipartimentale della Francia situato nel dipartimento delle Côtes-d'Armor, appartenente alla regione di Bretagna.

## Composizione
L'arrondissement è composto da 60 comuni raggruppati in 7 cantoni:
- cantone di Lannion
- cantone di Lézardrieux
- cantone di Perros-Guirec
- cantone di Plestin-les-Grèves
- cantone di Plouaret
- cantone di La Roche-Derrien
- cantone di Tréguier